# Edwin Frederick O'Brien
Edwin Frederick O’Brien là một Hồng y người Mỹ của Giáo hội Công giáo Rôma. Ông từng đảm nhiệm vị trí Tổng giám mục Tổng giáo phận Baltimore và Đại Thống lĩnh Dòng Kỵ sĩ Mộ Thánh thành Jerusalem.

## Tiểu sử
Hồng y O'Brien sinh ngày 8 tháng 4 năm 1939 tại New York, Hoa Kỳ. Sau quá trình tu học, ngày 29 tháng 5 năm 1965, ông được thụ phong chức vị linh mục. Vị chủ sự nghi thức truyền chức là Tổng giám mục Tổng giáo phận New York, Hồng y Francis Joseph Spellman. Vị tân linh mục O'Brien cũng là thành viên linh mục đoàn của Tổng giáo phận New York. Năm 1990, ông được bầu làm Viện trưởng Giáo hoàng Học viện Bắc Mỹ. Năm 1994, ông từ nhiệm nhiệm vụ này.
Ngày 6 tháng 2 năm 1996, Tòa Thánh loan báo tin chọn linh mục O'Brien làm Giám mục Hiệu tòa Thizica, Phụ tá Tổng giáo phận New York. Nghi thức tấn phong cho vị tân chức đã được cử hành các rộng rãi vào ngày 25 tháng 3. Các giáo sĩ cử hành nghi thức tấn phong gồm Hồng y John Joseph O’Connor, Tổng giám mục New York làm chủ phong; Hai vị phụ phong là Giám mục Patrick Joseph Thomas Sheridan, Phụ tá New York và Giám mục John Gavin Nolan, Giám mục phụ tá Tuyên úy Quân đội Hoa Kỳ. Tân giám mục chọn cho mình khẩu hiệu:Pastores dabo vobis.
Chưa được bao lâu, ngày 7 tháng 4 năm 1997, Tòa Thánh bổ nhiệm ông vào vị trí Tổng giám mục Phó Tổng Tuyên úy quân đội Hoa Kỳ, giữ nguyên hiệu tòa cũ. Ngày 12 tháng 8 cùng năm, ông chính thức trở thành Tuyên úy Quân đội Hoa Kỳ, Tổng giám mục Hiệu tòa Thizica. Ngày 7 tháng 3 năm 1998, ông từ nhiệm chức danh Tổng giám mục Hiệu tòa Thizica.
Ngày 12 tháng 7 năm 2007, Tòa Thánh bổ nhiệm Tổng giám mục O'Brien làm Tổng giám mục Tổng giáo phận Baltimore, tiểu bang Maryland. Ngày 1 tháng 10 sau đó, tân Tổng giám mục đã đến nhận giáo phận này. Ngày 29 tháng 11 năm 2011, ông được bổ nhiệm làm Đại Thống lĩnh tạm quyền Dòng Hiệp sĩ Mộ Thánh, kiêm nhiệm Giám quản Tông tòa Baltimore.
Trong Công nghị Hồng y 2012 cử hành ngày 18 tháng 2, Giáo hoàng Biển Đức XVI vinh thăng Tổng giám mục O'Brien tước vị Hồng y nhà thờ San Sebastiano al Palatino. Ngày 15 tháng 3 cùng năm, ông chính thức trở thành người đứng đầu Dòng Hiệp sĩ Mộ Thánh Jerusalem. Hồng y O'Brien thôi giữ nhiệm vụ tại Baltimore ngày 16 tháng 5 cùng năm. Ngày 25 tháng 10, tân Hồng y đã đến nhận nhà thờ hiệu tòa.
Ngày 8 tháng 4 năm 2019, Hồng y O'Brien tròn 80 tuổi, theo quy định của Giáo hội Công Giáo Roma, ông sẽ không còn đủ điều kiện tham dự Cơ Mật Viện để bầu Tân Giáo hoàng. Tòa Thánh chấp nhận đơn từ nhiệm chức Đại thống lãnh Dòng Hiệp sĩ Mộ Thánh Jerusalem ngày 8 tháng 12 năm 2019 và bổ nhiệm vị kế vị là Hồng y Fernando Filoni, nguyên Tổng trưởng Bộ Loan báo Tin Mừng cho các Dân tộc.